# Columbia (contea di Bradford)
Columbia  è una township degli Stati Uniti d'America, nella contea di Bradford nello Stato della Pennsylvania. Secondo il censimento del 2000 la popolazione è di 1.162 abitanti.

## Società

### Evoluzione demografica
La composizione etnica vede una maggioranza di quella bianca (98,62%), seguita dai nativi americani (0,26%) dati del 2000.
| township di Columbia Popolazione |       |
| 2000                             | 1.162 |
| Stima al 2009                    | 1.226 |